# NGC 7396
NGC 7396 في الفهرس العام الجديد، هي مجرة، تقع في كوكبة الحوت. اكتشفت في 12 أكتوبر 1827 بواسطة جون هيرشل.

## روابط خارجية
- NGC 7396 على موقع ويكي سكاي: DSS2, SDSS, GALEX, IRAS, Hydrogen α, X-Ray, Astrophoto, Sky Map, Articles and images